# Calculadora (Windows)
Calculadora é um programa de software desenvolvido pela Microsoft. A calculadora já vem embutida no sistema operacional Windows desde a primeira versão do sistema, Windows 1.0.

## Recursos
O programa simula uma calculadora digital, no qual existem dois sistemas de cálculos, o Padrão, que pode-se adicionar, subtrair, dividir, multiplicar e etc. E o sistema para cálculos científicos, que simula uma calculadora muito mais completa e detalhada, com opções Hex, Decimal, Octal, Binário em Graus, Radianos ou Grados.

## Windows 8.1
Além da calculadora tradicional que já vem embutida no Windows 8.1, uma calculadora em interface Metro também está presente no sistema, com a função de tela cheia, além da possibilidade de mudar para científico e modos de conversão.

## Windows 10
A calculadora do Windows 10 é um aplicativo universal do Windows, trazendo novos e alguns recursos já presentes na calculadora do Windows 7, estes são: conversor de volume, de comprimento, de peso, de temperatura, de energia, de espaço, de velocidade, de tempo, de alimentação, de data, de pressão e de ângulo, além de uma lista de histórico do qual o usuário poderá excluir. Embora o arquivo original cal.exe ainda esteja presente para fins de legado, agora é apenas um stub que inicia o aplicativo universal.
A calculadora tradicional ainda é incluída no Windows 10 LTSB e renomeada para win32calc.exe. O arquivo original cal.exe continua presente para fins de legado, mas agora é apenas um stub que inicia o win32calc.exe.[carece de fontes?]